# Perfect World (ROCKY CHACKの曲)
「Perfect Wolrd」（パーフェクト・ワールド）は2009年8月5日にリリースされたROCKY CHACKの9枚目のシングル。

## 概要
テレビアニメ『狼と香辛料II』のエンディング曲。同作品のオープニングテーマである新居昭乃の『蜜の夜明け』と発売日は同じである。

## 収録内容
1. Perfect World
作詞:岩里祐穂 作曲:山下太郎＆noe 編曲：保刈久明
  - 　テレビアニメ『狼と香辛料II』エンディングテーマ
2. 君と僕
作詞・作曲:山下太郎＆noe 編曲：保刈久明
3. Perfect World (w/o R.C.)
4. 君と僕 (w/o R.C.)